# Большелукинский сельсовет
Большелукинский сельсовет — сельское поселение в Вадинском районе Пензенской области Российской Федерации.
Административный центр — село Большая Лука.

## История
Статус и границы сельского поселения установлены Законом Пензенской области от 2 ноября 2004 года № 690-ЗПО «О границах муниципальных образований Пензенской области».
22 декабря 2010 года в соответствии с Законом Пензенской области № 1992-ЗПО в состав сельсовета включены территории упразднённого Ртищевского сельсовета.

## Население
| 2002 | 2010 | 2012  | 2013  | 2014 | 2015 | 2016 |
| ---- | ---- | ----- | ----- | ---- | ---- | ---- |
| 937  | ↘770 | ↗1046 | ↘1005 | ↘953 | ↘912 | ↘886 |
| 2017 | 2018 | 2021  |       |      |      |      |
| ↘857 | ↘819 | ↘778  |       |      |      |      |

## Состав сельского поселения
| №  | Населённый пункт | Тип населённого пункта       | Население |
| -- | ---------------- | ---------------------------- | --------- |
| 1  | Большая Лука     | село, административный центр | ↘416      |
| 2  | Вельяминово      | деревня                      | 8         |
| 3  | Каменка          | деревня                      | 37        |
| 4  | Куриловка        | деревня                      | 10        |
| 5  | Летево           | деревня                      | 12        |
| 6  | Лопатино         | деревня                      | 164       |
| 7  | Нагорная Лака    | село                         | ↘24       |
| 8  | Польная Крутовка | деревня                      | 62        |
| 9  | Ртищево          | село                         | ↘246      |
| 10 | Тенево           | деревня                      | 119       |